# Curva di apprendimento
Il termine curva di apprendimento (learning curve) indica il rapporto tra  la quantità di informazioni correttamente apprese e il tempo necessario per l'apprendimento. Da non confondersi con l'analogo termine di economia curva di esperienza, questo termine è particolarmente utilizzato nell'ambito dell'e-learning e in relazione ai software.

## Semantica
Il significato di "curva" è puramente figurativo. Infatti, se in un ipotetico grafico si riportasse nell'asse delle ascisse le unità di tempo e nell'asse delle ordinate la quantità di informazioni apprese, si otterrebbe una curva in salita più o meno ripida in base alla velocità con cui avviene l'apprendimento. Presupponendo che le informazioni acquisite siano in accumulo e mai in perdita, la curva avrà un andamento in salita e mai, se non sporadicamente, in discesa.

## Uso del termine
"Curva di apprendimento" non è un termine ufficiale e tecnico, ma un'espressione di uso comune che può essere usata in qualunque ambito didattico.

### Nei software
La curva di apprendimento è una delle caratteristiche che, spesso, viene usata per descrivere la qualità di un programma. Infatti, tanto più un programma è intuitivo, ben progettato, organizzato e strutturato, minore sarà il tempo che un utente impiegherà per imparare a usarlo; quindi, si dice che il programma ha un'alta o buona curva di apprendimento.
Spesso, per motivi promozionali e pubblicitari, viene rivelata una curva di apprendimento migliore di quella che è, poi, nella realtà. Perciò, la curva di apprendimento non sempre è un valore obiettivo, ma solo rappresentativo ed informale.

## Realizzazione
Una curva di apprendimento non è altro che il riflesso della capacità di apprendimento di un utente. Questa capacità è però soggettiva: un argomento che per un utente è particolarmente semplice da imparare può essere complesso per un altro. Ne consegue, che una curva di apprendimento dovrebbe essere tracciata prendendo un ampio campione di utenti, in modo da utilizzare valori medi.